# Bombardier Itino
De Itino is een twee of driedelig dieseltreinstel met lagevloerdeel voor het regionaal personenvervoer. Het treinstel werd door Adtranz ontwikkeld uit het motorrijtuig Regio-Shuttle en werd later door Bombardier Transportation gebouwd. Het treinstel kreeg bij DB de naam Baureihe 613.

## Geschiedenis
De fabriek van Waggon Union was sinds 1906 gevestigd in Berlin-Wittenau en werd in 1990 overgenomen door Adtranz. De productie van de Regio-Shuttle als opvolger van de NE 81 begon in 1995. In 1997 werd in Berlin-Wilhelmsruh een nieuwe fabriek gebouwd en de productie verplaatst. Nog voor de productie van het eerste treinstel werd ADtranz in 2001 overgenomen door Bombardier Transportation. De productie van de Regio-Shuttle moest door ingrijpen van de mededingingsautoriteit worden verkocht aan Stadler Rail.

## Constructie en techniek
Het comfort in de treinstellen is op een hoog niveau. Door de bouw van een lagevloerdeel werd het voor rolstoelgebruikers mogelijk om op perrons die op hoogte zijn gebracht zonder hulp in en uit de trein te komen. Bij het prototype werd een rolstoellift ingebouwd. Voor de controle op de automatisch werkende deuren werden geen spiegels geplaatst, maar camera’s - met een monitor in het dashboard. Op wens van de klant kunnen ook camera’s in het interieur geplaatst worden. Het treinstel is opgebouwd uit een aluminium frame met een frontdeel van GVK. De vorm van de verticale spanten heeft geen invloed op de sterkte van het frame. In de aangedreven draaistellen wordt één as aangedreven. Het treinstel is uitgerust met luchtvering.

### Bedrijven
| Serie        | Afbeelding | Vervoerder               | In dienst gesteld   | Aantal             | Aantal rijtuigen  | Aandrijving  |
| ------------ | ---------- | ------------------------ | ------------------- | ------------------ | ----------------- | ------------ |
| Itino        |            | Erfurter Bahn GmbH (EIB) | 2004                | 1 (prototype)      | 2                 | Diesel (DMU) |
| VT 100       |            | Vias GmbH                | 2005/2008 + 2009    | 22 + 4             | 2                 | Diesel (DMU) |
| Y 31 en Y 32 |            | Transitio (ABTR)         | 2002-2006 2009-2010 | Y 31 = 24 Y 32 = 6 | Y 31 = 2 Y 32 = 3 | Diesel (DMU) |